# One More Chance (canção de Madonna)
"One More Chance" é uma canção da cantora americana Madonna, uma das faixas inéditas incluídas na compilação Something to Remember. "One More Chance" foi escrita e produzida por Madonna e David Foster e segundo a cantora, a canção foi inspirada em um momento feliz em sua vida, quando ela deu uma chance a um homem que ela conhecia e ele foi capaz de realizar suas necessidades. Musicalmente, é uma balada pop com uma introdução com violão e várias mudanças de acordes. A canção foi lançada como o segundo single de Something to Remember em 7 de março de 1996 pela Maverick Records, exceto nos Estados Unidos, onde foi lançada a regravação de "Love Don't Live Here Anymore".
A canção foi bem recebida por críticos musicais de música contemporânea, que a descreveram como "sentimental" e "tocante". Comercialmente, a canção foi um sucesso modesto. No Reino Unido, atingiu o décimo primeiro lugar das tabelas de venda e na Austrália o trigésimo quinto. No entanto, na Itália, estreou na décima posição até ir ao número dois algumas semanas depois. No ano 2000, a canção foi regravada pela dupla mexicana Sentidos Opuestos e acabou sendo nomeada "Hoy que tú no estás" em versão espanhola. Foi incluída no álbum final da dupla Movimiento perpetuo.

## Antecedentes

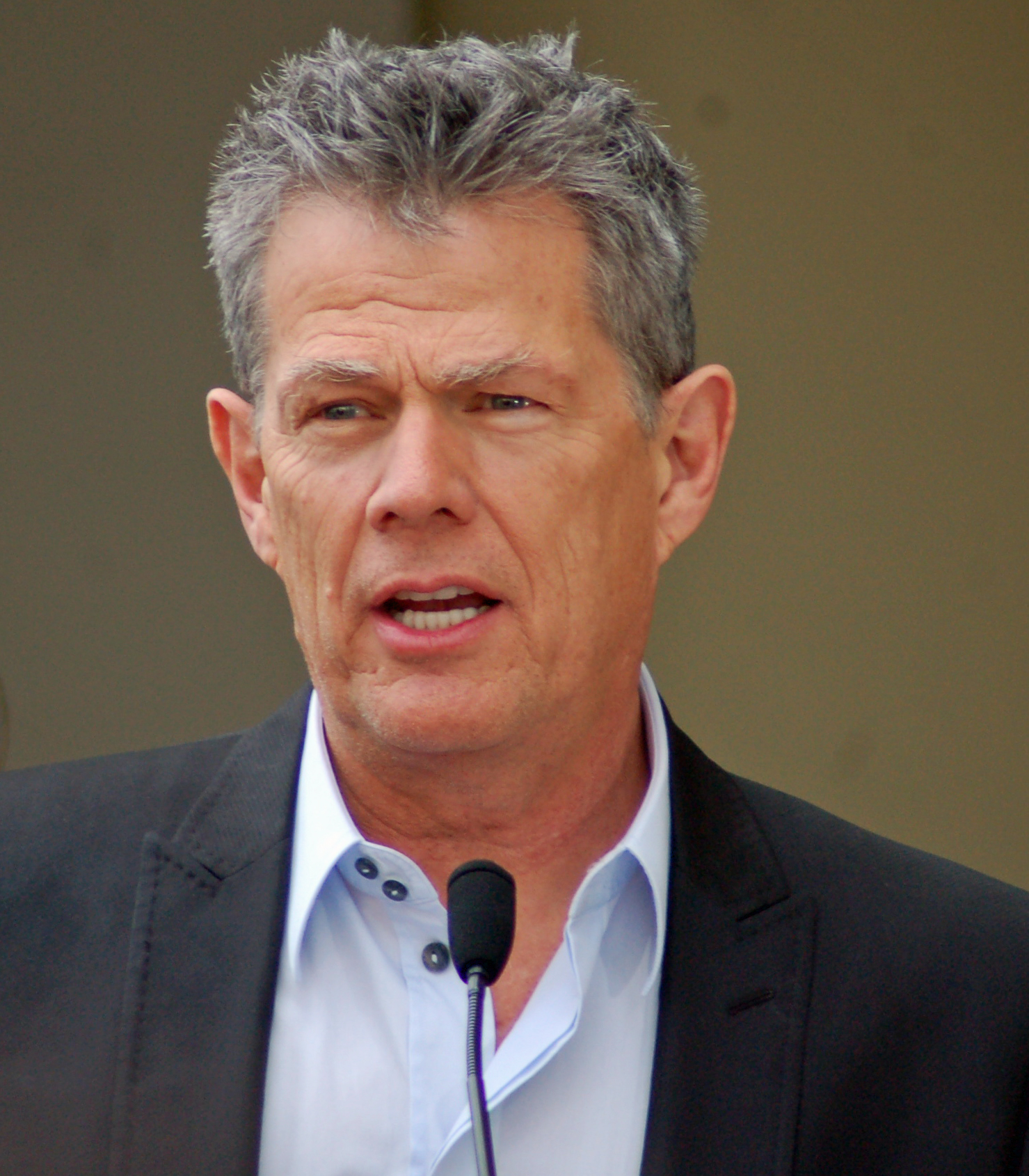
David Foster (foto) escreveu e produziu a canção.

Depois de um período controverso em sua carreira, a vida pessoal de Madonna começou a dominar sua carreira musical. "Ela sabia que era hora de mudar", disse um membro anônimo da sua equipe, que afirmou que ela queria provar que havia mais dela do que o constante cerco da mídia em torno dela. J. Randy Taraborrelli, autor de Madonna: An Intimate Biography, explicou: "Então, Madonna lançou Something to Remember, uma coleção de suas canções de amor lançadas anteriormente, pois ela tinha algo a provar ou simplesmente para cumprir uma obrigação contratual [e] o álbum de quatorze faixas fez um comunicado". Descrita como uma "carta de amor de Madonna para seus fãs e amantes da música", a compilação parecia mostrar seu talento musical, com Madonna comentando "...E estas são apenas minhas baladas". Para o álbum, Madonna regravou a música de Marvin Gaye, "I Want You". Outras duas músicas também foram incluídas, "You'll See" e "One More Chance", escritas e gravadas com David Foster, conhecido por seus trabalhos com vários artistas como Barbra Streisand, Al Jarreau e Earth, Wind & Fire, na terceira semana de setembro de 1995.
Em uma entrevista com a revista Spin, Madonna disse que "One More Chance" foi inspirada em um momento feliz em sua vida, quando ela deu uma chance a um homem que ela conhecia, e ele foi capaz de realizar suas necessidades. Ela reverteu a situação em uma canção. Madonna explicou: "Muitas vezes, em minhas composições, eu vejo coisas que as pessoas dizem para mim e coloco-as na primeira pessoa. Então, foi na verdade algo que foi dito para mim". Enquanto gravava "You'll See" e "One More Chance" para Something to Remember, Madonna preparava-se para começar as gravações para o filme Evita, fazendo treinamentos vocais. Ela disse: "Se você escutar a estas canções, você pode ouvir como eu estava tentando absorver e utilizar o que eu estava aprendendo para a gravação de Evita".

## Estrututra musical e conteúdo
"One More Chance" está situado no compasso de tempo comum, com um andamento de 92 batidas por minuto. É composta na chave de Fá maior, com uma sequência básica de Dó maior7-7-Si7-Lá7 como progressão de acordes, enquanto o piano e a guitarra são utilizados para reproduzir a música de fundo. A potência vocal de Madonna varia entre Sol3 e Si4. "One More Chance" tem uma introdução com violão e várias mudanças de acordes. Liricamente, a música é sobre Madonna tentando recuperar um amor perdido, enquanto seus vocais são mais fracos do que os outros apresentados no álbum e possui uma harmonia com sua voz e guitarra acústica em uma parte. De acordo com a Billboard, a faixa é uma "canção de amor" e evoca o problema anterior de um casamento fracassado de Madonna com Sean Penn.
A canção recebeu geralmente resenhas favoráveis de críticos musicais. Enquanto revisava Something to Remember, Ken Tucker da Entertainment Weekly disse que "I Want You", "You'll See" e "One More Chance" "são tentações de consumo que apenas adicionam fascinação [ao álbum]", enquanto o jornalista da Billboard Timothy White considerou as duas últimas "serenatas agridoces". Mark Bego em seu livro Madonna: Blonde Ambition disse que "One More Chance" era "tocante". J. Randy Taraborrelli, autor de Madonna: An Intimate Biography, descreveu a faixa como "sentimental e expansiva".

## Recepção crítica
No geral, "One More Chance" recebeu críticas favoráveis dos analistas de música. Ken Tucker, da Entertainment Weekly, escreveu que é uma das "tentações para o consumidor que aumentam o apelo [da compilação]". JD Considine de The Baltimore Sun, disse que a música era "a maior surpresa do álbum", e explicou que ele é muito exigente do ponto de vista vocal, o que exige uma gravação maior e uma voz mais poderosa do que resto do álbum. No entanto, "Madonna está bem o suficiente para enfrentar o desafio, com poder e refinamento suficientes para que até as "Madonnafobos" admitam que sabe cantar". Uma das críticas mais positivas foi dada por Andy Orrell, da Entertainment Scene 360, que classificou a faixa em quatro estrelas em cinco e disse que o "bom" violão a princípio o definiu corretamente. Ele concluiu que "algumas boas letras e uma performance vocal muito boa fazem desta uma música muito boa". Francis P., da revista americana Teen Ink, observou que ele entra em novos territórios em "One More Chance".
Alguns críticos acharam que havia semelhanças e diferenças com o single anterior, "You'll See". Por exemplo, o jornalista Timothy White, da revista Billboard, chamou de "serenata agridoce", juntamente com essa música, e J. Randy Taraborrelli, autor de Madonna: An Intimate Biography, também o chamou, juntamente com "You'll See", como uma das mais sombrias que Madonna havia gravado. Enquanto isso, Tirzah Agassi, do Jerusalem Post, achava que era muito mais profundo que seu antecessor. Louis Virtel, do site Idolator.com, mencionou que nenhuma outra música da Madonna soa como "One More Chance" e é considerada uma declaração melancólica contra outras ótimas composições, como 'You'll See' e 'I'll Remember'". Em 2012, Virtel, em sua resenha das 100 músicas mais destacadas da artista no site TheBacklot.com — onde "One More Chance" foi classificado como número 84 — comentou que há apenas uma guitarra e o som de uma balada de Madonna", e isso é mais eficaz do que qualquer outra coisa que você ouviu da boca de Taylor Swift nos últimos cinco anos". Peter Piatkowski, colaborador do Yahoo! admitiu que a música sugere Madonna como cantora ao estilo de Joni Mitchell. Ele chamou de "decente" e enfatizou que o mais importante é que mostra uma voz que amadureceu consideravelmente desde o estridente nasal de seus primeiros álbuns. Finalmente, o autor Matthew Rettenmund, criador e colaborador Boy Culture, criou uma lista chamada "Percepção Imaculada: Cada Música de Madonna, do Melhor Para o Pior", onde "One More Chance" foi posto em prática 182.

## Promoção e versãocover
Lançado enquanto Madonna filmava o filme Evita, a música tinha apenas uma promoção e um vídeo oficial não foi filmado para ela. O canal de televisão da MTV transmitiu um vídeo não oficial, onde ele combinou os vídeos de "Rain", "I'll Remember", "I Want You", "Take a Bow" e "La isla bonita". Da mesma forma, Madonna nunca tocou ao vivo desde o seu lançamento. Por outro lado, No ano 2000, "One More Chance" teve uma versão cover pela dupla mexicana Sentidos Opuestos, levando o nome "Hoy que tú no estás" na língua espanhola. Foi incluída em seu álbum final Movimiento perpetuo. Em maio de 2010, a banda Tune Robbers incluía sua versão da faixa no álbum tributo a cantora, The Tune Robbers Play the Best of Madonna, Vol. 2, acondicionados para venda por Rosenklang.

## Faixas e formatos
| CD single europeu |                                     |         |  |
| N.º               | Título                              | Duração |  |
| 1.                | "One More Chance" (versão do álbum) | 4:27    |  |
| 2.                | "You'll See"                        | 4:21    |  |
| 3.                | "You'll See" (versão espanglish)    | 4:21    |  |

| Vinil britânico / Fita cassete |                                     |         |  |
| N.º                            | Título                              | Duração |  |
| 1.                             | "One More Chance" (versão do álbum) | 4:27    |  |
| 2.                             | "You'll See" (versão em espanhol)   | 4:21    |  |

| Maxi single japonês |                                       |         |  |
| N.º                 | Título                                | Duração |  |
| 1.                  | "One More Chance" (versión del álbum) | 4:27    |  |
| 2.                  | "You'll See" (versão em espanhol))    | 4:21    |  |
| 3.                  | "You'll See" (versão espanglish)      | 4:21    |  |

## Créditos e equipe
- Madonna – compositora, produtora, arranjadora, vocal
- David Foster –  compositor, produtor, arranjador, teclados
- Simon Franglen – programação
- Suzie Katayama – violoncelo
- Dean Parks – violão
- David Reitzas –  engenheiro, mixagem
- Ronnie Rivera – assistente

Créditos adaptados das notas principais do álbum.

## Desempenho comercial
"One More Chance" teve um sucesso modesto nas tabelas musicais. No Reino Unido, estreou no número 11 em 23 de março de 1996. Ficou apenas quatro semanas na tabela. Na Itália, "One More Chance" foi bem-sucedida, estreando na décima posição na FIMI Singles Chart em 6 de abril de 1996. Nas semanas seguintes, a faixa alcançou o pico de número dois na tabela, permanecendo por uma semana antes de cair até sair da parada musical. Também alcançou o número 77 na parada de fim de ano. A canção também foi bem-sucedida na Finlândia, onde estreou no número 14, sendo seu pico a décima segunda posição. Na Suécia, "One More Chance" estreou em seu pico de número 39 na semana começando em 29 de março de 1996, e saiu da tabela no número 59 quase um mês depois, em 26 de abril de 1996. Na Austrália, a canção estreou no número 43, e na semana seguinte subiu oito posições para seu pico de 35 em 31 de março de 1996. Sua última semana na parada australiana foi em 21 de abril de 1996, na posição 44.

### Tabelas semanais
| Tabela musical (1996)             | Melhor posição |
| --------------------------------- | -------------- |
| Austrália (ARIA Charts)           | 35             |
| Escócia (OCC)                     | 12             |
| Europa (European Hot 100 Singles) | 50             |
| Finlândia (IFPI Finlândia)        | 12             |
| Itália (FIMI)                     | 2              |
| Reino Unido (UK Singles Chart)    | 11             |
| Suécia (Sverigetopplistan)        | 39             |

| Tabela musical (1996) | Posição |
| --------------------- | ------- |
| Itália (FIMI)         | 77      |